# NGC 6438
NGC 6438 في الفهرس العام الجديد، هي مجرة، تقع في كوكبة الثمن. اكتشفت في 2 يونيو 1835 بواسطة جون هيرشل.

## روابط خارجية
- NGC 6438 على موقع ويكي سكاي: DSS2, SDSS, GALEX, IRAS, Hydrogen α, X-Ray, Astrophoto, Sky Map, Articles and images